# 雅异蓝蛤
雅异蓝蛤（学名：Anisocorbula venusta），是海螂目抱蛤科异篮蛤属的一种。主要分布于韩国、中国大陆，常栖息在潮间带至200米。